# Teresa Riott
Teresa Riott (Barcelone, 13 mai 1990) est une actrice espagnole, connue pour interpréter le rôle de Nerea dans la série Valeria, sur Netflix.

## Biographie
Elle grandit dans un environnement très créatif grâce à ses parents. Depuis petite, elle suit des cours de théâtre, de ballet, de danse contemporaine, de jazz et de chant.
Elle suit d’abord des études de publicité et de relations publiques. Une fois ses études terminées, elle se tourne vers son rêve et décide de s’installer à Madrid où elle vit maintenant depuis une dizaine d’années. Elle à alors 22 ans. Elle se forme artistiquement au Studio Juan Carlos Corazza.
Cotés vie personnelle elle se déclare végan dès l’époque où elle étudie le théâtre.
En 2013, avant de quitter Barcelone, elle débute avec le film Barcelona, noche de verano (Barcelone, nuit d’été) de Dani de la Orden. Après ça, elle participe à certaines séries espagnoles en tant que personnages épisodiques, comme dans Centro médico, La que se avecina et Cuéntame cómo pasó.
En 2019, elle est annoncée pour jouer le rôle de Nerea, l’une des protagonistes de la série Valeria sur Netflix. Elle tient toujours son rôle pour la deuxième saison sortie en 2021, pour la troisième en 2023 et la quatrième en 2025.
Pendant l’été 2021, elle est annoncée pour incarner La Rubia dans la série El immortal de Movistar Plus+. La série sort en 2022 et Teresa Riott maintient son rôle pour la deuxième saison.

## Filmographie

### Cinéma
| Année | Titre                                             | Rôle         | Directeur        |
| ----- | ------------------------------------------------- | ------------ | ---------------- |
| 2013  | Barcelona,noche de verano (Barcelone, nuit d'été) | Germana Sara | Dani de la Orden |

### Télévision
| Année           | Titre              | Rôle          | Chaîne         | Apparitions                 |
| --------------- | ------------------ | ------------- | -------------- | --------------------------- |
| 2016            | Centro médico      | Laura         | TVE            | 1 épisode                   |
| 2016            | La que se avecina  | Dueña perrera | Telecinco      | 1 épisode                   |
| 2020            | Cuéntame cómo pasó | Lady Di       | TVE            | 1 épisode                   |
| 2020            | Por H o por B      | Chica Selfie  | HBO España     | 1 épisode                   |
| 2020 - 2023     | Valeria            | Nerea Bernal  | Netflix        | Rôle principal; 24 épisodes |
| 2022 - en cours | El immortal        | La Rubia      | Movistar Plus+ | Rôle principal; 8 épisodes  |